# Гандалой
Гандалой (чечен. гӀандалой, ингуш. гӀоандалой) — тайп, входящий в общество Орстхой.

## Сведения
Гандалой является исконно вайнахским тайпом. По мнению чеченского историка, кандидата исторических наук Сайпуди Натаева, Гандалой (Орстхой) — земледельцы, производители зерна. Тайп гандалой переселился в середине XIX в. в страны Ближнего Востока, вернувшийся обратно расселился среди чеченцев и ингушей, но сохранили свое тайповое имя.
Гандалой боссие «Гандалойцев склон» — на с. стороне Даттых. Место, где жили гандалой. Сохранились развалины. Гандалой — этноним. Гандалой-босса-али «Гандалойцев-склона-речка» — протекает по с. стороне Гандалой-босса (бывший аул), левый приток реки Фортанга.
Помимо тайпа Гандалой есть также ингушская фамилия Гандалоевы, входящая в состав общества Орстхой.